# Géraud Duroc
Géraud Christophe Michel Duroc, vévoda de Frioul (původně Géraud Christophe de Michel, chevalier du Roc; 25. října 1772 v Pont-à-Mousson – 23. května 1813, padl v Markersdorfu u Zhořelce – Německo) byl francouzský generál a diplomat, od roku 1804 Grand Maréchal du Palais (tedy vrchní dvorní maršálek – neplést si tento úřad s vojenskou hodností maršála). Dále působil jako Napoleonův pobočník a byl známý jako jeden z jeho nejbližších a nejvěrnějších přátel.

## Život
Duroc byl synem důstojníka a pocházel ze staré šlechtické rodiny. Byl vychováván ve armádních zařízeních svého rodného města a poté navštěvoval dělostřeleckou školu v Chalons. Po vypuknutí Francouzské revoluce emigroval do Německa, ale brzy se vrátil zpět do Francie. Byl v roce 1793 jmenován poručíkem 4. pluku a rychle postupoval. Roku 1796 se stal jako kapitán. Pobočníkem Napoleona Bonaparta u italské armády a během italského tažení se vyznamenal v letech 1796 a 1797 na Soči, u Brenty a Gradišky. Při přechodu Soči v březnu roku 1797, byl těžce raněn a poté byl povýšen na velitele praporu. Vynikl během egyptského tažení, zejména u Salehieh a při útoku na Jaffu následně byl opět těžce raněn v pozemní bitvě u Abukiru. Po návratu do Francie byl povýšen na brigádního generála a stal je jedním z hlavních opor Napoleona Bonaparte při státním převratu 18. brumaire. Po Marengu cestoval s diplomatickým posláním do Vídně, Petrohradu, Stockholmu a Kodaně a nezištně hájil zájmy prvního konzula. Ten jej roku 1803 povýšil na divizního generála.

### První Francouzské císařství
Po korunovaci Napoleona byl jmenován vrchním maršálkem paláce. Jako Gouveurneur du Palais imperial, Officer de la Maison de l'Empereur, Grand Marechal du Palais byl zodpovědný za osobní bezpečnost Napoleonovu, jak ve Francii, tak na polních taženích a staral se o veškerý běh císařské domácnosti. Roku 1805 u Slavkova během Oudinotovy rekonvalescence velel granátnické divizi. Po bitvě u Jeny a Auerstedtu roku 1806 uzavřel mír se Saskem a roku 1807 po bitvě u Frýdlantu příměří, které předcházelo Tylžskému míru, po kterém byl jmenován vévodou Friaulským (1808). Duroc se podílel na dohodách ve Fontainebleau a v Bayonne (1807–1808), které byly předehrou k francouzské vojenské intervenci ve Španělsku. V bitvě u Aspern velel dělostřelectvu na ostrově Lobau, domluvil před bitvou u Znojma příměří, doprovázel roku 1812 císaře, při jeho odjezdu od armády v Rusku do Francie a vedl zde reorganizaci gardy. Roku 1813 byl jmenován senátorem. V závěru vítězné bitvy u Budyšína utrpěl v Napoleonově doprovodu zranění, které tehdejšími medicínskými prostředky nebylo zvládnutelné (dělová koule mu roztrhala podbřišek) a on zemřel na blízkém statku 23. května 1813 v Napoleonově náručí. Napoleon koupil usedlost a zřídil tam Durocův památník. Také zařídil převoz jeho ostatků do pařížské Invalidovny, což se však uskutečnilo až roku 1847. Duroc byl nejbližším důvěrníkem Napoleonovým a téměř stále jeho pravou rukou. Jeho čistý charakter, vstřícnost, ochota a věrnost byly známy a též samotným císařem oceňovány a opláceny naprostou důvěrou. Jako jeden z mála měl i vliv na Napoleonova rozhodnutí. Smrtí Duroca byl Napoleon hluboce zarmoucen. Jak mnoho si cenil svého věrného generála se ukázalo mnoho let později, když na Svaté Heleně odkázal jeho dceři 100 000 franků. Durocovým nástupcem ve funkci vrchního maršálka paláce se stal generál Henri-Gratien Bertrand. Napoleon napsal o Durocovi na Svaté Heleně následující řádky: „Službu vykonával přesně a pravidelně. Jeho den začínal, až tehdy, když můj se zcela uzavřel, skončil a já odpočíval. Duroc byl ryzí a mravný, zcela bez nároků něco dostávat, ale zato extrémně velkorysý v dávání„.